# Maria Goretti Böck
Maria Goretti Böck OSE (* 1940 in Donauwörth; geborene Sofie Walburga Böck) ist eine deutsche Ordensschwester der Kongregation der Elisabethinnen. Sr. Maria Goretti wuchs in Asbach-Bäumenheim auf. 1959 erhielt sie bei der Einkleidung den Ordensnamen Maria Goretti; sie legte 1960 die zeitliche und 1963 die ewige Profess ab. Seit 2002 ist Sr. Maria Goretti Generaloberin des Klosters St. Elisabeth in Neuburg an der Donau und des zugehörigen Ordenskrankenhauses.

## Ehrungen
- 2013: Verdienstkreuz am Bande der Bundesrepublik Deutschland